# Новочеркасский ветеринарно-зоотехнический институт
Новочеркасский ветеринарно-зоотехнический институт (сокращённо НВЗИ) — советское, ранее — российское высшее учебное заведение. В 1962 году объединено с Азово-Черноморского сельскохозяйственным институтом в Донской сельскохозяйственный институт.

## История
9 (21) января 1840 года в Варшаве учреждена «Школа ветеринаров» в Царстве Польском, которая являлась низшим учебным заведением с двухлетним курсом обучения. В ней обучались молодые люди, предназначенные в помощь высшему медицинскому или ветеринарному персоналу. Школа располагала собственной библиотекой. В первый год библиотека имела 20 печатных единиц одиннадцати наименований. Хранением и выдачей книг занимался помощник директора ветеринарной школы, преподаватель Эдуард Островский.
4 декабря 1884 года Школа была переименована в Варшавское ветеринарное училище со штатом в 15 человек.
29 мая 1889 года училище было преобразовано в Варшавский ветеринарный институт, при этом штат остался таким же, а учебный курс расширен до четырёх лет.
На 1 января 1891 года библиотека Варшавского ветеринарного института насчитывла 6570 томов книг и 130 предметов мебели.
В 1901 году был введён в эксплуатацию комплекс зданий на Грохове, куда переместился ВУЗ.
После начала Первой мировой войны занятия прекратились, большинство помещений института занял военный госпиталь. В июле 1915 году Институт был эвакуирован в Москву. «При эвакуации института всю богатую библиотеку, созданную в течение долгого периода времени и составляющую имущество огромной и незаменимой важности, пришлось оставить в Варшаве и организовать библиотечное дело в Новочеркасске вновь с самого начала». В конце июня 1916 года Варшавский ветеринарный институт был переведён в Новочеркасск.
В самой Варшаве обучение ветеринарному делу возобновилось в 1918 году в рамках Ветеринарного Студиума на медицинском факультете Варшавского университета.
В 1917 году Варшавский ветеринарный институт был преобразован в Донской ветеринарный институт (сокращённо ДВИ). В мае того же года в институте создана первая в России кафедра паразитологии. В 1919 году на должность ректора был назначен Н. Н. Мари.
В 1929 года принято решение о создании ветеринарно-зоотехнического института. Зоотехнический факультет был организован на базе зоотехнического отделения Донского института сельского хозяйства и мелиорации, и стал вторым таким факультетом в стране после работавшего в Тимирязевской академии.
В 1930 году ВУЗ назывался Северо-Кавказским ветеринарно-зоотехническим институтом им. 1-й Конной Армии, а в 1934 году преобразован в Новочеркасский ветеринарно-зоотехнический институт им. 1-й Конной Армии (НВЗИ).
В 1940 году, к 100-летнему юбилею Новочеркасского зооветеринарного института, библиотека имела в своих фондах 106 533 печатных единицы.
В послевоенные годы остро стоял вопрос по подготовке специалистов-агрономов. Сразу после освобождения Азово-Черноморский сельскохозяйственный институт, расположенный в станице Персиановка и Новочеркасский зооветеринарный институт, объявили о своей готовности возобновить занятия и вести подготовку высших кадров для сельского хозяйства.
В 1962 году, на основании Постановления Совета Министров РСФСР от 27 сентября 1960 года и Приказа Министра сельского хозяйства РСФСР от 25 января 1962 года Новочеркасский ветеринарно-зоотехнический институт им. 1-й Конной Армии был объединён с Азово-Черноморским сельскохозяйственным институтом и реорганизован на базе последнего в Донской сельскохозяйственный институт (ДСХИ).